# Голуб, Юрий Александрович
Ю́рий Алекса́ндрович Го́луб (бел. Юрый Аляксандравіч Голуб; родился 16 апреля 1996 года в Глуск Могилёвской области, Беларусь) — белорусский слабовидящий лыжник и биатлонист, победитель и трехкратный призер Паралимпийских игр в Пхенчхане (2018). Бронзовый призер чемпионата мира 2017 (Финстерау, Германия), Трёхкратный чемпион и дважды серебряный призер чемпионата мира 2019 (Принц Джордж, Канада) , двукратный чемпион и бронзовый призер чемпионата мира 2022 (Лиллехаммер,Норвегия) . Победитель Кубка Мира 2019/2020. Заслуженный мастер спорта Республики Беларусь.

## Биография
Юрий Голуб родился 16 апреля 1996 года в Глуске.
Учился в средней школе № 2 города Глуска, затем поступил в Белорусский государственный педагогический университет. На момент участия в Паралимпийских играх 2018 года являлся магистрантом БГПУ.
Помимо спорта, увлекается музыкой различных жанров.

## Карьера
Начал заниматься катанием на лыжах в возрасте шести лет, во многом благодаря влиянию отца. По его словам, в паралимпийский спорт пришёл достаточно случайно после встречи с тренером, когда учился на втором курсе.
В 2016 году дебютировал в сборной Беларуси, выступая в Кубке Мира по лыжным гонкам в Вуокатти. В том же году выиграл чемпионат Беларуси.
В 2017 году впервые стартовал на лыжных чемпионатах мира людей с ограниченными возможностями. Во время чемпионата в Финстерау завоевал бронзовую медаль в лыжной гонке на 10 км в свободном стиле. Занял также четвертое место в гонке на 20 км классическим стилем, пятое место в эстафете, седьмое место в спринте свободным стилем и восьмое место в биатлонной гонке на 7,5 км.
В марте 2018 года дебютировал на паралимпийских играх, выступая в Пхенчхане. Выступил в соревнованиях слабовидящих биатлонистов и лыжников. В биатлоне завоевал две медали — золото в гонке на 12,5 км и серебро на 7,5 км. В соревнованиях, которые выиграл, показал время 39 минут. 23,7 с и пять раз промахнулся на огневом рубеже. Это позволило ему победить с преимуществом в 2,7 сек над другим соперником. В день победы на зимней олимпиаде спортсмена лично поздравил президент Республики Беларусь Александр Лукашенко.
В лыжных гонках Голуб занял второе место в лыжной гонке на 20 км и стал бронзовым призером в гонке на 10 километров. Также выступил в командных эстафетах по лыжным гонкам, заняв четвертую позицию, а в классическом спринте, заняв девятое место. По итогам выступлений на Паралимпиаде в Пхёнчхане, Юрия Голуба признали одним из лучших спортсменов года Могилёвской области.
В 2019 году выиграл три золотые и две серебряные медали на чемпионате мира в Принц Джорж(Канада)
В 2020 году стал обладателем Хрустального глобуса по биатлону среди слабовидящих спортсменов.
В январе 2022 года Юрий Голуб завоевал две золотые и одну бронзовую медали на чемпионате мира в Лиллехамере по паралимпийским лыжным видам спорта с гидом Владимиром Чепелиным на дистанциях 6 км и 12,5 км.

## Заслуги
- Почётный гражданин Глуска (2018)[9].